# Pilea spathulifolia
Pilea spathulifolia är en nässelväxtart som beskrevs av M.-l. Groult. Pilea spathulifolia ingår i släktet pileor, och familjen nässelväxter. Inga underarter finns listade i Catalogue of Life.